# Văn tự ngữ tố
Văn tự ngữ tố (tiếng Anh: morphographic writing), còn gọi là văn tự biểu từ, văn tự từ phù (logographic writing), là tập hợp các ký hiệu văn tự mang đặc điểm là một mình ký hiệu đó đã biểu thị toàn bộ một từ hoặc một ngữ tố (đơn vị nhỏ nhất mang ý nghĩa trong ngôn ngữ). Ký hiệu biểu thị toàn bộ một từ hoặc một ngữ tố gọi là từ phù (logogram). Thuật ngữ văn tự ngữ tố thường được dùng để chỉ các hệ thống văn tự có ký hiệu chủ yếu được sử dụng dưới dạng từ phù, chẳng hạn như chữ Hán, chữ Nôm, chữ tượng hình Ai Cập, chữ Maya.

## Từ phù
Các hệ thống văn tự thường được gọi là văn tự ngữ tố như chữ Hán đều là các hệ thống văn tự có ký hiệu chủ yếu được dùng theo dạng từ phù chứ không phải là hệ thống văn tự có tất cả các ký hiệu của nó đều là từ phù. Ngoài từ phù ra, các hệ thống văn tự này còn có các ký hiệu âm tiết hoặc ký hiệu âm tiết và chữ cái. Tuỳ theo cách ký hiệu được dùng để ghi lại lời nói mà cùng một ký hiệu có thể có lúc là từ phù có lúc là ký hiệu âm tiết hoặc chữ cái.
- Hệ thống văn tự gồm từ phù, ký hiệu âm tiết, chữ cái biểu thị phụ âm:
  - Chữ tượng hình Ai Cập – Ai Cập cổ đại
- Hệ thống văn tự gồm từ phù và ký hiệu âm tiết:
  - Chữ tượng hình Anatolia và chữ hình nêm – các dân tộc cổ đại ở Tây Á
  - Chữ Hán – các dân tộc ở Trung Quốc, Nhật Bản, Triều Tiên, Việt Nam
  - Chữ Nôm – các dân tộc ở Việt Nam, phát triển bổ sung dựa trên chữ Hán
  - Chữ Bu Ma (cổ) – dân tộc Di ở tây nam Trung Quốc
  - Chữ Maya – các dân tộc Maya ở Trung Mỹ

Trong các loại văn tự nêu trên, chữ Hán là loại văn tự duy nhất còn được dùng phổ biến trong thời hiện đại.

## Thanh phù
Trong một hệ thống văn tự ngữ tố, thường có những chữ mang theo một thành phần định âm hoặc có âm được suy ra từ những chữ liên quan, và cả những chữ chỉ dành để định âm.
- Có thành phần định âm: Trong chữ Hán, chữ hình thanh (xem Lục Thư) gồm một "phần hình" mang ý nghĩa và một "phần thanh" mang phát âm. Ví dụ: chữ 忠 (trung) gồm phần hình 心 (tâm, mang nghĩa "trái tim", "tấm lòng") và phần thanh 中 (trung, có nghĩa "ở trong", "ở giữa") hợp lại thành nghĩa "tấm lòng trung" (như trong "trung thành").
- Có âm suy ra từ chữ liên quan: Trong chữ Nôm, những chữ Nôm "giả tá âm" mượn âm Hán – Việt của một chữ Hán, nhưng được hiểu theo nghĩa tương ứng với âm Nôm (âm thuần Việt). Ví dụ: chữ 終 (Hán – Việt "chung") có nghĩa là kết thúc (như trong "chung kết") được mượn làm chữ "chung" nghĩa là "cùng nhau" (như trong "chung một giàn").
- Chữ định âm: Phần lớn chữ trong chữ hình nêm là những chữ chỉ dùng để chỉ một âm nào đó (giống như chữ cái trong chữ tượng thanh). Ví dụ: 𒀀="a", 𒐀="ba", 𒁕="da".

## Nghĩa phù
Trong một hệ thống văn tự ngữ tố, một chữ thường được cấu tạo từ (hoặc mang theo) một vài thành phần mang ý nghĩa cơ bản, như những bộ thủ trong chữ Hán, hay những định tố trong chữ tượng hình Ai Cập.

## Chữ tượng hình
Trong các cách cấu tạo chữ Hán, hay còn gọi là Lục Thư, "tượng hình" còn là cách cấu tạo đơn giản nhất dùng để tạo nên các chữ Hán sơ khai nhất mang những ý nghĩa cơ bản nhất bằng cách "vẽ lại" hình dạng của những thứ thường gặp. Ví dụ: để chỉ Mặt Trăng người ta vẽ , sau thành chữ 月; để chỉ dòng nước, người ta vẽ , sau thành chữ 水.

## Ưu khuyết điểm

### Ưu điểm
Không có quan hệ giữa chữ và tiếng: mỗi chữ có thể mang một nghĩa thống nhất cho mọi ngôn ngữ. Đây là cái lợi lớn nhất mà người Trung Quốc đã tận dụng được để thống nhất các phương ngữ tiếng Hán khác nhau trong ngữ tộc Hán được người Trung Quốc xem là các "phương ngôn" khác nhau của một ngôn ngữ duy nhất là tiếng Hán trong quốc gia rộng lớn của họ. Nhờ sức mạnh biểu ý đó mà chữ Hán đã lan rộng ra các nước lân cận như Việt Nam, Triều Tiên, Nhật Bản. Cũng nhờ tính biểu ý đó mà các dân tộc cổ đại lưu truyền kiến thức lại được một cách dễ dàng (các nhà khảo cổ học có thể hiểu được những ký hiệu khắc trên đá, dù không biết tiếng nói thời đó ra sao).

### Khuyết điểm
- Không có quan hệ giữa chữ và tiếng: một người không thể nào phát âm được một chữ mới, và ngược lại không thể viết lại khi nghe những từ lạ.
- Phức tạp: số chữ trong một hệ thống văn tự ngữ tố của một ngôn ngữ thường lớn hơn rất nhiều so với số chữ cái trong một hệ thống văn tự tự mẫu tương ứng; hơn nữa, những ký hiệu văn tự ngữ tố diễn tả những khái niệm trừu tượng thường có cấu tạo phức tạp. Đây là bất lợi lớn nhất của văn tự ngữ tố khiến cho người học tốn nhiều công sức để học và nhớ hết các chữ, khiến cho quá trình tự động hóa như in ấn, truyền điện tín, lưu trữ điện tử trở nên vô cùng khó khăn (thực tế là ngày xưa, ngay cả việc khắc bản in, người ta cũng phải làm thủ công).